# Minnie Driver
Amelia Fiona J. Driver, coneguda artísticament com a Minnie Driver (Londres, 31 de gener de 1970), és una actriu i cantant anglesa.
Va estudiar interpretació en la Webber Douglas Academy of Dramatic Art de Londres i durant un temps també va ser cantant en diferents clubs de jazz de la capital anglesa.
Després d'una fase com a actriu teatral, a mitjan anys 90, comença al cinema en la pel·lícula Cercle d'amics (1995). No obstant això, no seria fins a Will Hunting (1997) que es convertiria en una estrella. Aquest paper li va valer una nominació a l'Oscar.

## Biografia
Va néixer a St. Marylebone, Londres, i va ser registrada com Amelia Fiona J. Driver, filla de Gaynor Churchward (cognom de soltera Millington), dissenyadora i costurera de models, i de Ronnie Driver, empresari i assessor financer, originari de Swansea, Gal·les. La seva mare era l'amant del seu pare, l'esposa del seu pare no sabia de la seva altra família. Driver té ascendència irlandesa, galesa, escocesa, francesa i italiana. La seva germana, Kate, és model i productora. Driver es va criar a Barbados i va assistir a la Bedales School, una escola independent prop de Hampshire, Anglaterra, i a la Webber Douglas Academy of Dramatic Art de Londres.

## Vida privada
El 5 de setembre del 2008 va donar a llum al seu primer fill, Henry Story Driver, de pare desconegut però pel que sembla de nacionalitat anglesa. Ha estat parella de John Cusack i de Matt Damon, amb qui ha treballat en diferents pel·lícules. A l'abril del 2001 es va comprometre amb Josh Brolin, però a l'octubre d'aquell mateix any va acabar la seva relació.

## Filmografia
- Cercle d'amics (1995)
- Goldeneye (1995)
- La gran nit (1996)
- Sleepers (1996)

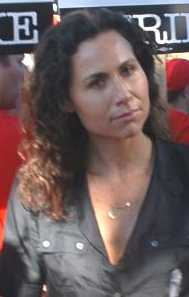
Driver durant la vaga de guionistes dels Estats Units de 2007-2008

- Un assassí una mica especial (1997)
- La Princesa Mononoke (1997; veu)
- Good Will Hunting (1997)
- Hard Rain (1998)
- La institutriz (1998)
- At Sachem Farm (1998)
- Tarzan (1999) veu
- Un marit ideal (1999)
- Return to Me (2000)
- Beautiful (2000)
- Slow Burn (2000)
- The Upgrade (2000)
- High Heels and Low Life (2001)
- Hope Springs (2003)
- El fantasma de l'òpera (2004)
- Ella Enchanted (2004)
- The Virgin of Juárez (2006)
- Delirious (2006)
- Ripple Effect (2007)
- Take (2007)
- Els Simpson: la pel·lícula (2007; escenes esborrades; veu)
- Re\Visioned: Tomb Raider Animated Sèries (2007; veu)
- Motherhood (2009)
- Betty Anne Waters (2010)
- I Give It A Year (2013)
- Stage Fright
- Beyond the Lights (2014)

## Discografia
- Everything I've Got In My Pocket (2004)
- Seastories (2007)
- Ask Me To Dance (2014)

## Premis

### Premis Oscar
| Categoria                | Pel·lícula        | Resultat |
| ------------------------ | ----------------- | -------- |
| Millor actriu secundària | Good Will Hunting | Nominada |

### Globus d'Or
| Categoria             | Pel·lícula | Resultat |
| --------------------- | ---------- | -------- |
| Millor Actriu - Drama | The Riches | Nominada |